# Callirhipis lherminieri
Callirhipis lherminieri is een keversoort uit de familie Callirhipidae. De wetenschappelijke naam van de soort is voor het eerst geldig gepubliceerd in 1834 door Laporte de Castelnau.

## Synoniemen
- Callirhipis brunnea Laporte de Castelnau, 1834
- Callirhipis lacordairei Laporte de Castelnau, 1834
- Callirhipis insularis Laporte de Castelnau, 1840